# Zamieńmy się żonami
Zamieńmy się żonami (ang. Wife Swap) – program telewizyjny typu reality show zapoczątkowany przez brytyjską stację Channel 4. Amerykańską wersję tego formatu wyprodukowała stacja ABC. W Polsce amerykańską wersję emitował Polsat.

## Format
Do programu najczęściej wybierają dwie rodziny które paradoksalnie różnią się zupełnie innymi zasadami i zwyczajami. Na początku programu poznajemy zwyczaje obu rodzin. Następnie szykują się do 2-tygodniowego wyjazdu gdzie w pierwszym muszą się dostosować do zasad i nawyków innej rodziny, a w drugim wprowadzają zmiany.
Pod koniec programu żony wracają do swoich domów, a potem następuje spotkanie z mężem i żoną obu rodzin w celu wymiany doświadczeń.

## Polskie wersje
W 2007 roku telewizja TV4 zleciła firmie Endemol wyprodukowanie polskiej wersji reality show pod nazwą „Zamiana żon”. Program ukazał się na antenie Czwórki jesienią 2007 roku. Drugą polską odsłonę programu emitowała w latach 2018–2020 telewizja TTV. Jej producentem było przedsiębiorstwo Mass Koncept.